# Owrucz
Owrucz (ukr. Овруч) – miasto na Ukrainie, w obwodzie żytomierskim, w rejonie korosteńskim; leży nad rzeką Noryn (dorzecze Dniepru). W X wieku był stolicą Olega Światosławowica.
Owrucz był miastem królewskim Korony Królestwa Polskiego, położonym w pierwszej połowie XVII wieku w starostwie grodowym owruckim w województwie kijowskim.
Znajduje tu się węzłowa stacja kolejowa Owrucz. W mieście rozwinął się przemysł mleczarski oraz lniarski. Owrucz jest siedzibą eparchii Ukraińskiego Kościoła Prawosławnego Patriarchatu Moskiewskiego.

## Historia
Miejsce było zamieszkałe już w 5-4 tysiącleciu p.n.e. W I tysiącleciu n.e. Owrucz był ośrodkiem plemienia Drewlan. Po raz pierwszy osada została wspomniana w Latopisie Ipatijewskim jako Wrucznie, gród drewlański podległy księżnej Oldze. Według latopisu, było to miejsce śmierci księcia Olega Światosławowica. Inne nazwy Owrucza wymieniane w latopisach to: Wruczaj, Wruczyj, Owruczew.
Owrucz, wchodząc w skład Rusi Kijowskiej, był potężną fortecą. W XII w. był siedzibą księcia Ruryka Rościsławicza. Resztki umocnień z tego okresu zachowały się do naszych czasów.

Święty Jacek tę żyzną glebę poświęcił, do Owrucza religię katolicką wprowadził, założył dom zakonny, w nim mieszkał i pobłogosławił Owruckiéj ziemi. Jego błogosławieństwem była szczęśliwą; wiara Św. katolicka zupełnie i najszczérzéj się rozwinęła.

Zniszczony przez Tatarów Owrucz odrodził się na początku XIV w., kiedy wszedł w skład księstwa halicko-wołyńskiego. Miał wówczas swoją fortecę. W 1356 wszedł w skład Księstwa Litewskiego. Krymski chan Edygej przejął miasto w roku 1399.
Owrucz padał ofiarą kolejnych napadów Tatarów krymskich. Dla obrony przed nimi zbudowano w 1506 drewniany zamek. Później był on przebudowywany i modernizowany: wykopano głęboki rów, a samą fortecę otoczono kamiennym murem. Miała ona 4 bramy wjazdowe i 6 baszt. W XVI w. w mieście funkcjonował prawosławny klasztor, który funkcjonował do napadu tatarskiego w 1671, podczas którego został całkowicie zniszczony.

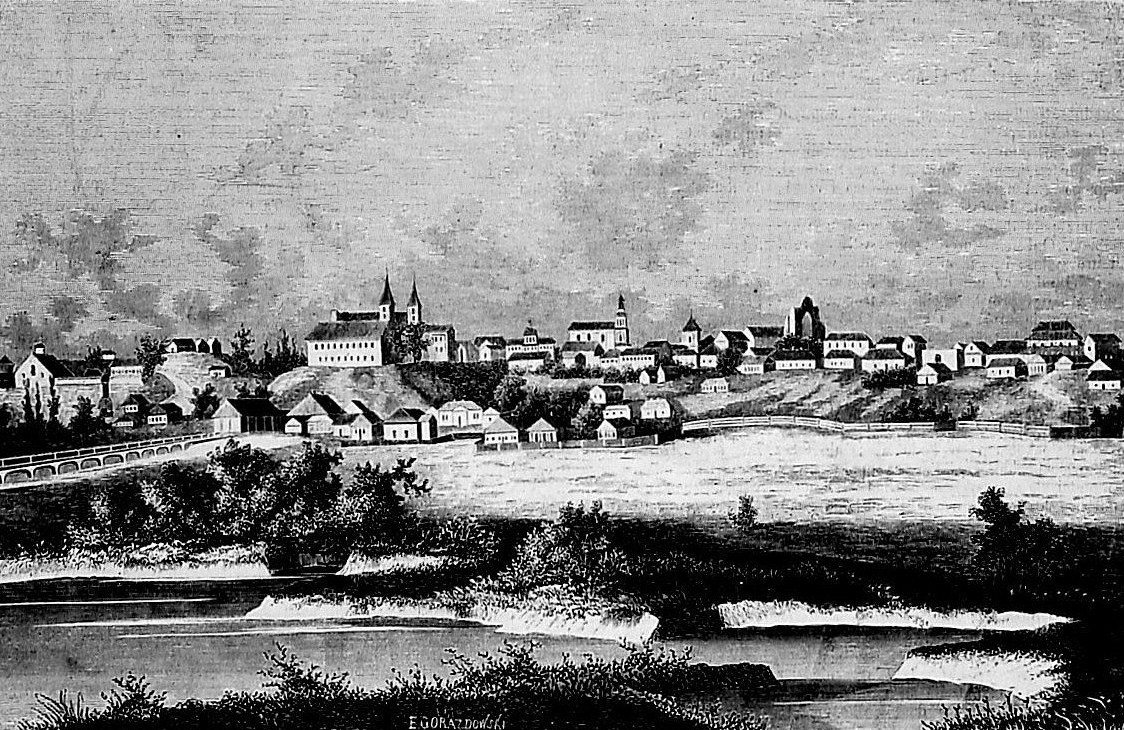
Owrucz w poł. XIX w.

Od 1569 Owrucz należał do Rzeczypospolitej, w ramach której był stolicą starostwa owruckiego i jednocześnie siedzibą sądów szlacheckich: ziemskiego i grodzkiego. W 1641 król Władysław IV Waza nadał mu prawo magdeburskie. W 1648 Owrucz został zajęty przez kozaków. Od 1649 stacjonował w nim pułk kijowski. Rozejm andruszowski z 1667 pozostawił to miasto w granicach Polski. Wzięty przez Rosję podczas drugiego rozbioru w 1793. Pod zaborami był siedzibą powiatu owruckiego w guberni wołyńskiej.
W styczniu 1919, na fali ukraińskich pogromów, wojska atamana Kozyr-Zyrki zamordowały 80 żydowskich mieszkańców Owrucza i splądrowały ok. 1200 domów.
W 1989 liczyło 19 121 mieszkańców. W 2013 liczyło 16 614 mieszkańców.
Do 2020 siedziba rejonu owruckiego.

## Zabytki
- Sobór św. Bazylego z 1911 r. w stylu bizantyjskim
- Dworzec kolejowy z XIX w.
- Budynek więzienia z XIX w.

## Zabytki niezachowane
- W 1747 roku rozpoczęto budowę kościoła i kolegium jezuitów, lecz przerwano ją w r. 1753, przenosząc kamień węgielny w inne miejsce. Do połowy r. 1758 wzniesiono częściowo mury kolegium, a w 1769 roku ukończono dwuwieżowy kościół wg projektu Pawła Giżyckiego. Raport Komisji Edukacji Narodowej z r. 1774 informował, że świątynia i kolegium nie posiadały jeszcze zewnętrznych tynków, a większa część zabudowań kolegium nie była wykończona. Po kasacie zakonu jezuitów kościół zamieniono na parafialny, a od 1783 roku na bazyliański[14]. Kościół został rozebrany w XIX wieku przez władze rosyjskie[15][16].

## Osoby związane z Owruczem

### Urodzeni w Owruczu
- Ignacy Hołowiński – polski duchowny rzymskokatolicki, arcybiskup mohylewski, profesor, apologeta i patrolog, pisarz i tłumacz.
- Stefano Ittar – architekt pochodzenia polskiego, czynny głównie we Włoszech.
- Ołeksandr Ławrynowicz – ukraiński polityk, długoletni minister sprawiedliwości w różnych rządach, parlamentarzysta
- Jerzy Niemirycz – podkomorzy kijowski, kanclerz ruski, polityk Rzeczypospolitej Obojga Narodów, jeden z najbardziej wpływowych arian Rzeczypospolitej.
- Wilhelm Hołowiński - marszałek szlachty powiatu owruckiego, powstaniec 1831 w powiecie owruckim
- Kazimierz Hołowiński - marszałek powiatu owruckiego w 1812

### Zmarli w Owruczu
- Eustachy Daszkiewicz – hetman kozaków zaporoskich, starosta kaniowski, krzyczewski i czerkaski.